# Недашківка
Неда́шківка — село в Україні, у Народицькій селищній територіальній громаді Коростенського району Житомирської області. Населення становить 1 особа.
З лютого по квітень 2022 року село було окуповане російськими військами внаслідок вторгнення 2022 року. 

## Історія
У 1906 році Недашківська, слобода Нововороб`ївської волості Овруцького повіту Волинської губернії. Відстань від повітового міста 50 верст, від волості 33. Дворів 13, мешканців 83. 